# Ilhéu do Mar da Barca
O Ilhéu do Mar da Barca localiza-se no oceano Atlântico, na freguesia da Vila do Porto, concelho da Vila do Porto, na costa noroeste da ilha de Santa Maria, nos Açores.

## Formação geológica
Este acidente geológico apresenta uma morfologia em que os fundos marinhos se apresentam constituídos por acumulações de grandes blocos basálticos bastante erodidos pela abrasão marinha que escavou cavidades nesses mesmos blocos.
Por sobre os grandes blocos do fundo encontram-se depósitos formados por blocos de menores dimensões e calhau rolado. O fundo marinho propriamente dito é coberto por pequenos blocos que preenchem os espaços entre pedras de grandes dimensões. Neste fundo irregular surgem covas de gigante.
Neste conjunto geológico existe uma gruta submarina que empreste singularidade ao lugar.
Ao Sul desta formação encontra-se um depósito de antigos cabos telegráficos submarinos que, após anos no fundo do mar, apresentam uma fauna e flora associada.
A fauna local é dominada pela presença diversas espécies de lesmas-do-mar, sendo a flora dominada pela constante presença de "Cutleria multifida", "Halopteris sp". e "Zonaria tournefortii".